# ボストン方面作戦
ボストン方面作戦（ボストンほうめんさくせん、英: Boston campaign）は、アメリカ独立戦争の最初期の一連の戦いである。この作戦では、アメリカ植民地における非正規民兵隊の編成とその後の大陸軍としての統一された軍隊への転換が進んだ。独立戦争の引き金となった1775年4月19日のレキシントン・コンコードの戦いでは、イギリス軍正規兵がコンコードの武器庫を占領しようとした動きに対抗し、植民地の民兵が結集して防衛した。コンコードのオールドノース橋で対峙したイギリス軍は敗北し、その後にチャールズタウンまで逃げ戻る間に増え続ける民兵隊によって少なからぬ損失を受けた。
集結した民兵がボストン市を取り囲み、ボストン包囲戦の始まりとなった。この包囲の間の大きな戦闘は1775年6月17日のバンカーヒルの戦いであり、戦争全体の中でも流血の多い戦闘となった。ボストンの近くや海岸地域で多くの小競り合いも起こり、人命や軍事物資が失われることになった。
7月にジョージ・ワシントンが集結した民兵の指揮を執り、一致団結した軍隊への転換を図った。1776年3月4日、大陸軍はドーチェスター高地に大砲を運び上げてそこを要塞化し、ボストン市とボストン港内の艦船を攻撃できる態勢にもっていった。3月17日（現在マサチューセッツ州サフォーク郡の解放記念日 Evacuation Day）のイギリス軍によるボストン撤退で包囲戦、すなわち方面作戦は終わった。

## 背景
1767年、イギリスの議会はタウンゼンド諸法を成立させ、アメリカ植民地に輸入される紙、ガラス、塗料など日用品について輸入税を課した。これに対して自由の息子達など愛国者の組織が様々な手段で抵抗を試みた。彼等は課税される商品のボイコットを組織的に実行し、税金を集める税関職員に嫌がらせをしたり脅したりした。税関職員の多くは植民地の指導者と賄賂をおくるなど癒着していた。当時マサチューセッツ湾直轄植民地総督のフランシス・バーナードは国王の臣下を守るために軍隊の出動を要請した。1768年10月、イギリス軍がボストン市に到着して、同市を占領した。これによる緊張状態が1770年3月5日のボストン虐殺事件と1773年12月16日のボストン茶会事件に繋がっていった。
ボストン茶会事件などの抗議行動に反応したイギリス議会は植民地を罰するために耐え難き諸法を法制化した。1774年のマサチューセッツ統治法ではマサチューセッツの植民地政府を実質的に廃止させた。トマス・ゲイジ総督はこのとき既に北アメリカ駐在イギリス軍の総司令官であったが、マサチューセッツ総督にも指名されて、イギリス王ジョージ3世からは問題の多い植民地に王権への忠誠を強いるよう指示が出された。しかし、大衆の反抗によって新しく指名されたマサチューセッツの王室関係者が辞職を強要され、あるいはボストンへの避難をせざるを得なくなった。ゲイジはボストンに置いたその作戦本部からイギリス正規兵4個連隊（約4,000名）を指揮していたが、田園部は大半が愛国者の同調者達によって統制されていた。

## 開戦
1774年9月1日、ボストンの近郊の弾薬庫でイギリスの兵士が抜き打ちに火薬やその他の軍需物資を押収した。この行動で辺りに警鐘が鳴り、数多いアメリカの愛国者たちが戦争が近いことを恐れて素早く行動に移った。これは誤った警鐘だと分かったのだが、この火薬警鐘としてしられる動きがすべての関係者に近付く有事の場合に慎重にことを運ぶようにさせ、7ヵ月後の出来事の舞台稽古をさせたことになった。これに対する対応の意味もあって植民地人はニューイングランドにある幾つかの砦から軍事物資を運び出し、地元の民兵達に配った。
1775年4月18日の夜、ゲイジ将軍が700名の兵士を派遣してコンコードの民兵が保管していた軍需品を押収しようとした。ポール・リビアなどの民兵が馬で周辺に警告を触れて回り、イギリス軍が4月19日の朝にレキシントンに入ったとき、約80名の民兵が村の共有地に集まっているのを見つけた。銃火が交わされて8名の民兵が殺され、無勢だった民兵が四散した後でイギリス軍はコンコードに移動した。イギリス軍はコンコードに到着して軍需物資を探したが、植民地人は遠征隊が来るかもしれないという警告を受けて、物資の多くを隠してしまう道を選んだので、物資はほとんど見付けられなかった。この捜索中にオールドノース橋で対立が起こった。イギリス軍の小さな中隊が遙かに大部隊の民兵集団に対して発砲し、民兵が反撃してイギリス兵を潰走させ、イギリス兵は村の中心に戻って他の部隊と合流した。赤服（イギリス兵がそう呼ばれていた）がボストンへの帰還行軍を始めようとするときまでに、数千人の民兵が道に集まっていた。追撃戦が起こり、イギリス軍の部隊はチャールズタウンに帰り着くまでに大きな損害を出した。レキシントン・コンコードの戦いで「銃声が世界を動かし始めた」。戦争の始まりだった。

## ボストン包囲戦

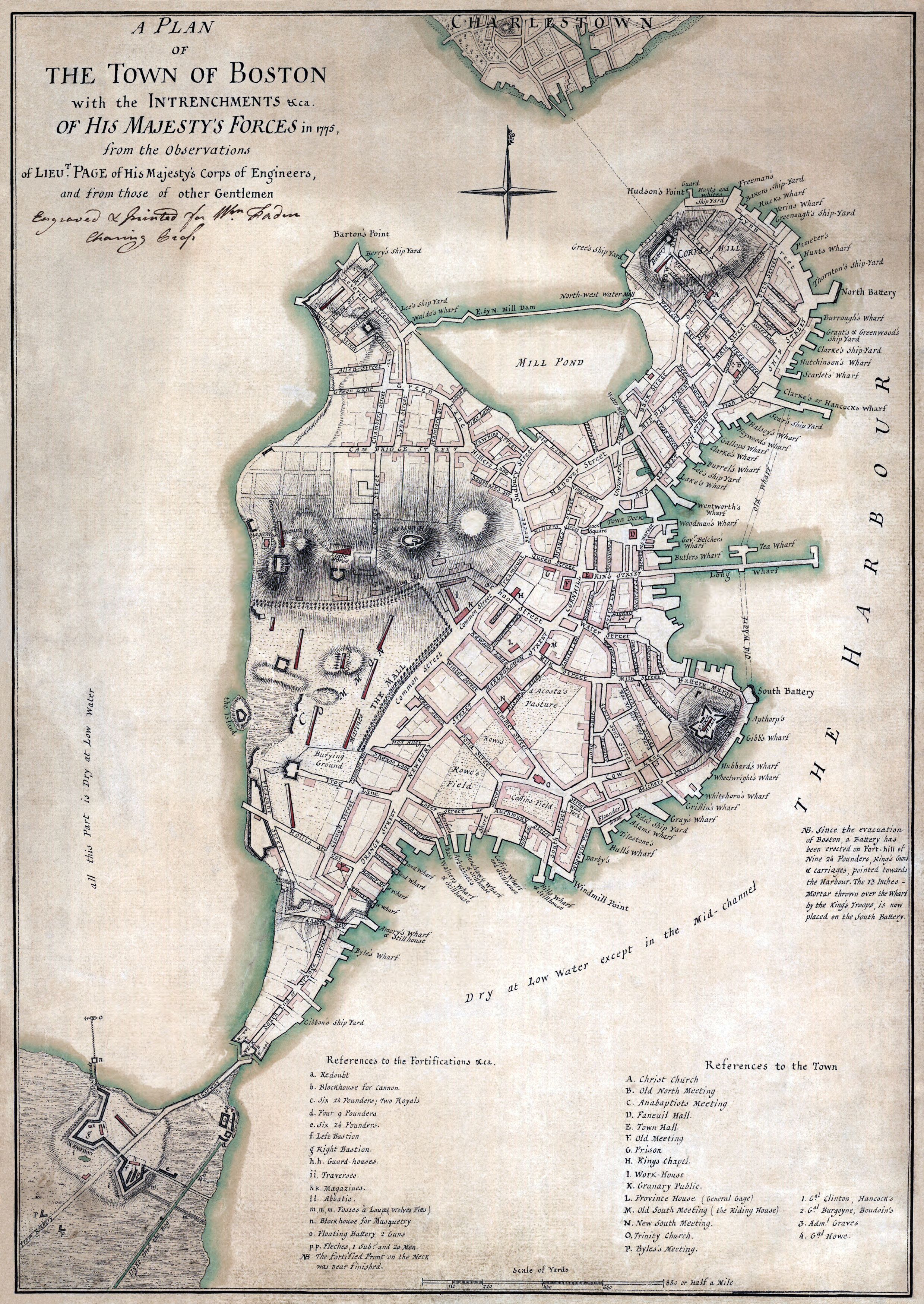
イギリス軍が戦術評価に用いたボストンの地図、1775年

コンコード遠征が失敗した後、ボストンに集まった数千の民兵がそのまま残った。その後の数日間で、ニューハンプシャー、コネチカットおよびロードアイランド各植民地からの中隊を含め、民兵が次々と集まってきた。アートマス・ウォードの指揮で彼等はボストン市を包囲し、市内への陸路による通行路を封鎖し、ボストン包囲戦を始めた。イギリス正規軍は市内の高台で防御を固めた。

### 補給の必要性
イギリス軍は海から市内に物資を入れることはできたが、市内の物資は不足していた。物資を得るためにボストン港に浮かぶ島に兵士が送られて農民を襲わせた。これに反応した植民地人はイギリス軍に使われそうな物資を島から取り除きはじめた。このような行動の一つがチェルシークリークの戦いに発展したが、その結果はイギリス兵が2名とイギリス船ダイアナが失われただけだった。
植民地の軍隊も物資や命令系統に問題を抱えていた。その多様な民兵隊それぞれの指揮官が出身地の議会に対する責任を持っていたので、組織化され、食料、衣服および武器を与えられ、指揮系統を統一あるものにする必要があった。

### バンカーヒル
5月下旬、ゲイジのところには2,000名の増援と、この独立戦争で重要な役割を演じることになるウィリアム・ハウ、ジョン・バーゴインおよびヘンリー・クリントンの3将軍が到着した。彼等は市の包囲を破る作戦を立て始め、6月12日に完成した。この作戦に関する情報が包囲している民兵隊の指揮官達に漏れ、この指揮官達はさらに防衛的な手段が必要になると判断した。
1775年6月16日から17日にかけての夜、植民地軍からの派遣部隊が4月にイギリス軍の放棄したチャールズタウン半島に密かに行軍し、バンカーヒルとブリーズヒルの防御を固めた。17日、ハウ将軍率いるイギリス軍がバンカーヒルの戦いでチャールズタウン半島を占領した。この戦闘は戦術的にはイギリス軍の勝利だったが、犠牲も大きく攻撃を続けられなかった。攻撃部隊のおよそ半分が戦死または負傷し、この損失の中には特に北アメリカ全土におけるイギリス軍士官のうち少なからぬ数の者が含まれていた。。ボストン包囲を破れなかったゲイジ将軍は9月にイングランドに呼び戻され、ハウ将軍に総司令官の地位をすげ替えられた。

### 大陸軍の結成
フィラデルフィアで1775年5月に会合した第二次大陸会議は、その初めにボストン郊外で起こった事件の状況に関する報告を受けた。そこで駐屯する部隊の指揮権に関する混乱への対応として、また5月10日のタイコンデロガ砦占領への反応として、統一された軍隊組織の必要性が明らかになった。大陸会議は5月26日にボストン郊外の軍隊を正式に大陸軍として採用し、6月15日にはジョージ・ワシントンをその総司令官に指名した。ワシントンは6月21日にフィラデルフィアからボストンに向けて出発したが、ニューヨーク市に到着するまでバンカーヒルの戦いについて情報を得ていなかった。

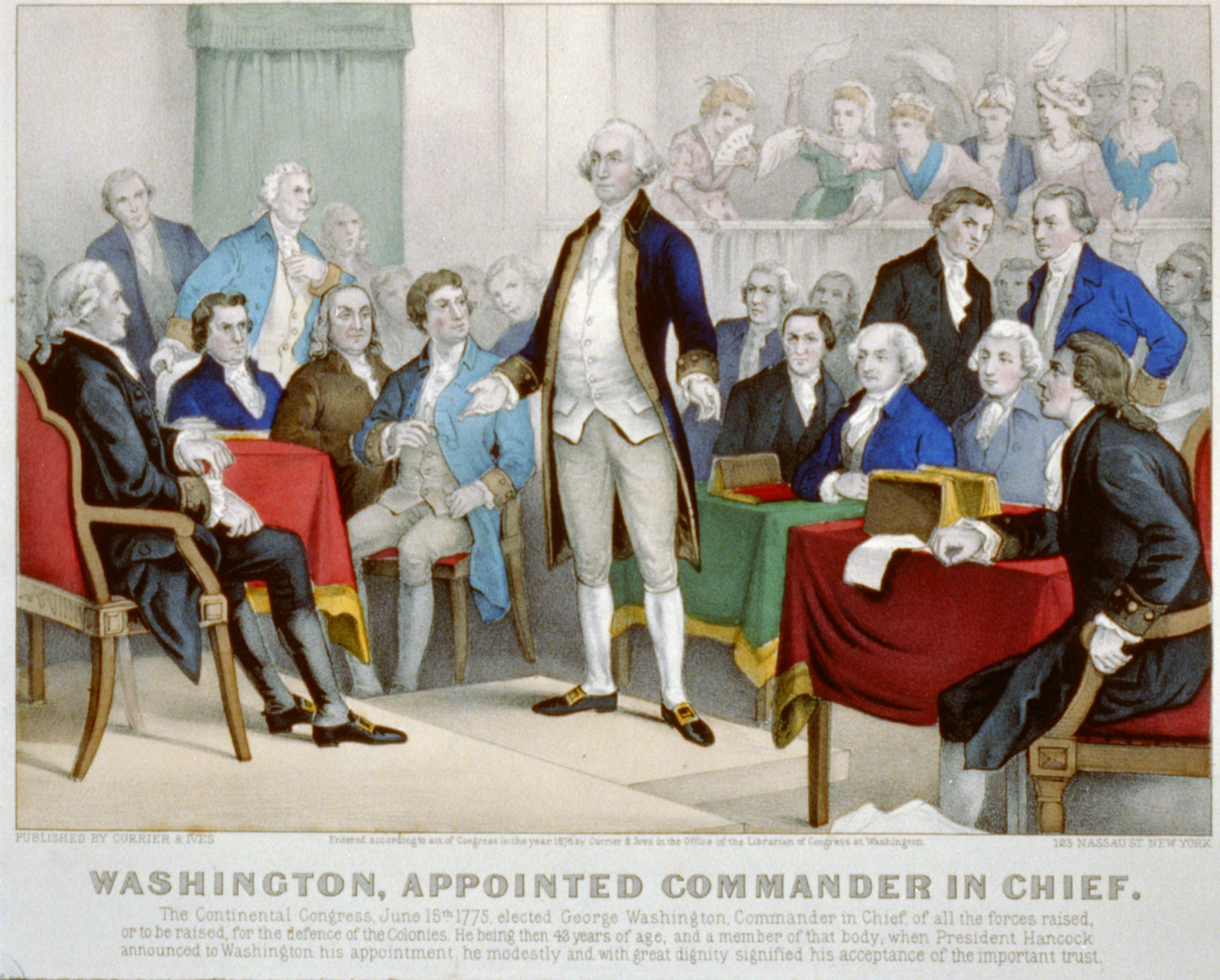
ジョージ・ワシントンが大陸会議から大陸軍総司令官の任務を引き受けた様子を描写する「カリアー・アンド・アイブズ」社の絵

### 手詰まり
バンカーヒルの戦い後、包囲戦は事実上手詰まりとなり、両軍共にはっきりとした優位には立てず、その状況を著しく変える意志も手段も無かった。7月にワシントンが司令官に就任したとき、その軍勢を20,000名から任務に適した者13,000名に減らす決断をした。また過去の戦闘で軍隊が持つ弾薬貯蔵量を甚だしく減らしていたことを認め、フィラデルフィアから運ぶことで補われることになった。イギリス軍も援軍を持ってくることに忙しかった。ワシントンが到着した時までに、ボストン市内には1万名以上の兵士がいた。
1775年の夏から秋を通じて、両軍共に閉じ籠もり、時には小競り合いも有ったが、意味ある行動は採らないようにしていた。大陸会議は主導権を取りたいと考えており、カナダのフランス語を話す人々やイギリス人植民者達に数回、革命側に加わるよう誘う手紙を送ったが拒絶されたので、カナダへの侵攻を承認した。9月にベネディクト・アーノルドが1,100名を率いてメインの荒野を進軍した。この兵士はボストン郊外に集結していた部隊から引き抜かれた者達だった。
ワシントンは1775年暮れに人員の危機に直面した。軍隊の兵士大半は1775年暮れに徴兵期間が切れる者ばかりだった。ワシントンは多くの従軍継続のための動機付け手段を導入し、包囲を続けられるだけの勢力を維持することができた。ただし、包囲を始めた時よりは少なくなった。

## 包囲の終了
1776年3月早く、タイコンデロガ砦の戦いで大陸軍が捕獲した重い大砲がボストンに運び込まれた。これにはヘンリー・ノックスの困難さを克服する働きがあった。わずか1日で大砲がイギリス軍を見下ろすドーチェスター高地に据えられると、ハウの軍隊は耐え難いものになった。ハウはドーチェスター高地を取り返す作戦を立てたが、暴風雪のために実行できなかった。イギリス軍は、出発を妨害すれば町に火を付けると脅した後で、1776年3月17日にボストンから撤退し、ノバ・スコシアのハリファックスに一時待避した。ボストンを包囲していた地元の民兵は解散し、4月にワシントンはニューヨーク市を守るためにその軍の大半を移動させ、これがニューヨーク・ニュージャージー方面作戦の始まりとなった。

## 遺産

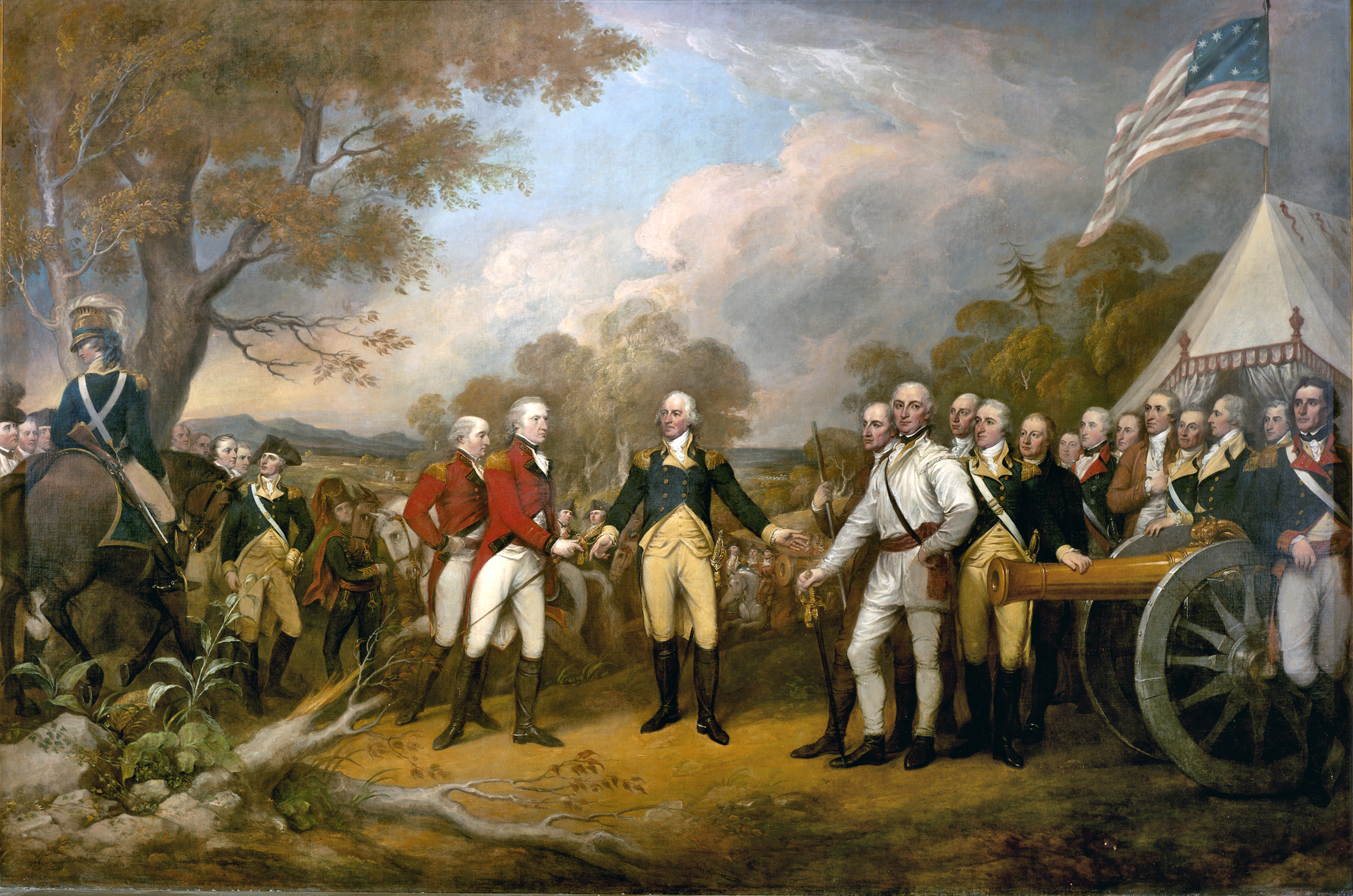
バーゴイン将軍の降伏、ジョン・トランブル画

イギリス軍はこのボストン方面作戦の結果として事実上ニューイングランドから追い出されたが、地元にいた革命側愛国者の大半を追い出したロードアイランドのニューポートなど植民地にいるロイヤリストからの支援は受け続けていた。この方面作戦は戦争全体の結果と同様、イギリスの権威と軍隊の自信にとって大きな打撃になった。作戦の上級将校達はその行動を批判された（例えばクリントンはその後に北アメリカのイギリス軍を指揮することになったが、戦争全体での敗戦を厳しく非難された。またゲイジの様に実任務に就けなかった者もおれば、サラトガの戦いで降伏したバーゴインの様に究極的な不名誉を負った者もいた。）。イギリスは海上の支配を続け、陸上でも成果を挙げた（顕著な例はニューヨーク・ニュージャージー方面作戦とフィラデルフィア方面作戦）が、これら闘争を導いたイギリスの行動がイギリス王室に対する抵抗で13植民地を固く結びつけることになった。その結果、イギリスは植民地の意義有る政治的支配を取り戻すために十分なロイヤリストからの支持も確保できなくなった。
植民地はその様々に異なる事情があったにも拘わらず、この一連の出来事の中で、第二次大陸会議（現在のアメリカ合衆国議会の前身）が、この方面作戦の結果として形成された軍隊への資金や装備を含め、統一された全体として革命を遂行するために十分な権威と資金を認められた。